# Municipio de Rarden
El municipio de Rarden (en inglés: Rarden Township) es un municipio ubicado en el condado de Scioto en el estado estadounidense de Ohio. En el año 2010 tenía una población de 1249 habitantes y una densidad poblacional de 15,17 personas por km².

## Geografía
El municipio de Rarden se encuentra ubicado en las coordenadas 38°56′44″N 83°13′25″O / 38.94556, -83.22361. Según la Oficina del Censo de los Estados Unidos, el municipio tiene una superficie total de 82.35 km², de la cual 82,16 km² corresponden a tierra firme y (0,22 %) 0,18 km² es agua.

## Demografía
Según el censo de 2010, había 1249 personas residiendo en el municipio de Rarden. La densidad de población era de 15,17 hab./km². De los 1249 habitantes, el municipio de Rarden estaba compuesto por el 98,4 % blancos, el 0,08 % eran afroamericanos, el 0,96 % eran amerindios, el 0,08 % eran asiáticos, el 0,24 % eran de otras razas y el 0,24 % eran de una mezcla de razas. Del total de la población el 0,56 % eran hispanos o latinos de cualquier raza.